# Pompoir
Il pompoir è una pratica sessuale millenaria e di origine orientale, derivante direttamente dal Tantra, in cui una donna stimola il pene dell'uomo che la sta penetrando attraverso la contrazione e il rilassamento dei muscoli circumvaginali. Poiché, mentre entrambi i partner restano fermi, la donna accarezza il pene eretto dell'uomo con pulsazioni ritmiche e ondeggianti dei muscoli pelvici, la pratica del pompoir risulta più efficace se eseguita durante una posizione che vede la donna sopra l'uomo.  
Esiste anche il cosiddetto "pompoir maschile", pratica in cui è l'uomo a contrarre sia il muscolo pubococcigeo che lo sfintere uretrale, i muscoli perineali e tutti i muscoli coinvolti nell'erezione del pene. La pratica del pompoir maschile sviluppa una maggior circolazione nella zona pelvica migliorando il rendimento sessuale e, conseguentemente, il piacere nell'uomo e porta quindi a una maggiore soddisfazione anche nella partner femminile.

## Storia
Come detto, il pompoir è una pratica millenaria di origine orientale. In particolare, dopo essere stato originariamente sviluppato in India, esso fu perfezionato in Thailandia e i primi esercizi ad esso dedicati furono di fatto una trasformazione dei numerosi esercizi tantrici preparatori alla Maithuna. Tale trasformazione fu inizialmente sviluppata per le sacerdotesse dei templi della Grande Madre perché la usassero nei rituali di fertilità. Con il tempo, poi, la pratica si diffuse e si evolse divenendo di dominio popolare. In Thailandia, la tecnica è solitamente tramandata di madre in figlia, dato che è tradizione che il futuro marito paghi una dote al padre della sua futura moglie, il cui valore dipende dall'educazione, dall'abilità musicale e dall'abilità sessuale della sposa.    
Una serie di esercizi simili a quelli dedicati al miglioramento della pratica del pompoir fu sviluppata negli anni cinquanta dal ginecologo Arnold Kegel. Nel 1952, infatti, Kegel presentò diversi esercizi dedicati alle donne atti a prevenire il problema dell'incontinenza urinaria. Grazie alla ricerca ad essi collegata, si scoprì che il rafforzamento dei muscoli circumvaginali derivante dagli esercizi portava anche ad un aumento dell'intensità della stimolazione genitale e quindi dell'orgasmo. Ciò era in parte dovuto al fatto che nei muscoli allenati si aveva un maggior afflusso sanguigno, direttamente collegato alla facilità di eccitazione e quindi di raggiungimento dell'orgasmo nonché all'intensità di quest'ultimo.

## Kabazzah
Esiste una variante del pompoir, chiamata Kabazzah, anch'essa originaria dell'Asia meridionale, in cui, per stimolare il pene del partner maschile, che rimane completamente passivo, la donna utilizza anche i muscoli addominali. Questa tecnica è considerata piuttosto difficile da praticare e si ritiene che, perché essa risulti efficace, una donna debba allenarsi per anni. L'atto stesso è parte del Tantra ed il suo scopo è quello di aumentare sia la durata del rapporto che la sua intensità.

## Allenamento
Praticare i cosiddetti "esercizi di Kegel", di solito suggeriti da ginecologi e ostetriche onde evitare la ipotonia post-parto e l'incontinenza urinaria, può aumentare l'abilità di una donna nel praticare il pompoir, sia rafforzando i muscoli interessati che consentendole di identificare e isolare i singoli muscoli, così da imparare a contrarli singolarmente ed aumentare la sensazione di ondeggiamento sul pene del partner.
Esistono anche strumenti che possono garantire un rafforzamento dei muscoli coinvolti nel pompoir. Per quanto riguarda le donne, lo strumento che va per la maggiore sono le palline vaginali, che consistono di due sfere cave di plastica, silicone o metallo, unite tra loro tramite un filo di nylon o silicone. La contrazione dei muscoli vaginali per far muovere le sfere o per bloccarle e poi rilasciarle costituisce un ottimo esercizio per il rafforzamento dei suddetti muscoli. Per quanto invece riguarda gli uomini, gli esercizi consistono nel sollevamento di piccoli pesi attraverso la contrazione dei muscoli del pene.

## Movimenti di base
- Succhiare - letteralmente risucchiare il pene all'interno della vagina dopo che è stato inserito in essa soltanto il glande.
- Strangolare - stringere la base del glande del pene con uno dei tre anelli muscolari vaginali.
- Espellere - far uscire forzatamente il corpo del pene dalla vagina facendone rimanere all'interno solo il glande.
- Mungere - massaggiare il pene in un modo che ricorda la mungitura utilizzando sempre gli anelli muscolari vaginali.
- Torcere - stringere e girare il pene con i sopraccitati anelli vaginali.
- Bloccare - contrarre i muscoli vaginali al fine di evitare e letteralmente bloccare l'avanzare del pene nella vagina.[2]

## Curiosità
- Il termine "pompoir" è un termine tamil;[10] nel mondo questa pratica è conosciuta con diversi altri nomi: in Germania essa è più nota come "presa di Cleopatra" (Griff der Kleopatra) mentre nei paesi anglofoni essa è conosciuta anche come "presa cinese" (China clinch) e "bacio (o presa) singaporiano" (the Singapore kiss), negli Stati Uniti d'America è conosciuta anche come "presa di Baltimora" (Baltimora grip).[1]